# Mayenne
Mayenne IPA: [maˈjɛn]) a 83 eredeti département egyike, amelyet a francia forradalom alatt 1790. március 4-én hoztak létre.

## Elhelyezkedése
A Franciaország északnyugati részén, Loire mente régióban található megyét keletről Sarthe, délről Loire-Atlantique és Maine-et-Loire, nyugatról Ille-et-Vilaine, északról pedig Manche és Orne megyék határolják.

## Települések
A megye jelentősebb települései és népességük 2010-ben:
| Település       | Népesség |
| --------------- | -------- |
| Laval           | 50 843   |
| Mayenne         | 13 299   |
| Château-Gontier | 11 585   |

## Galéria

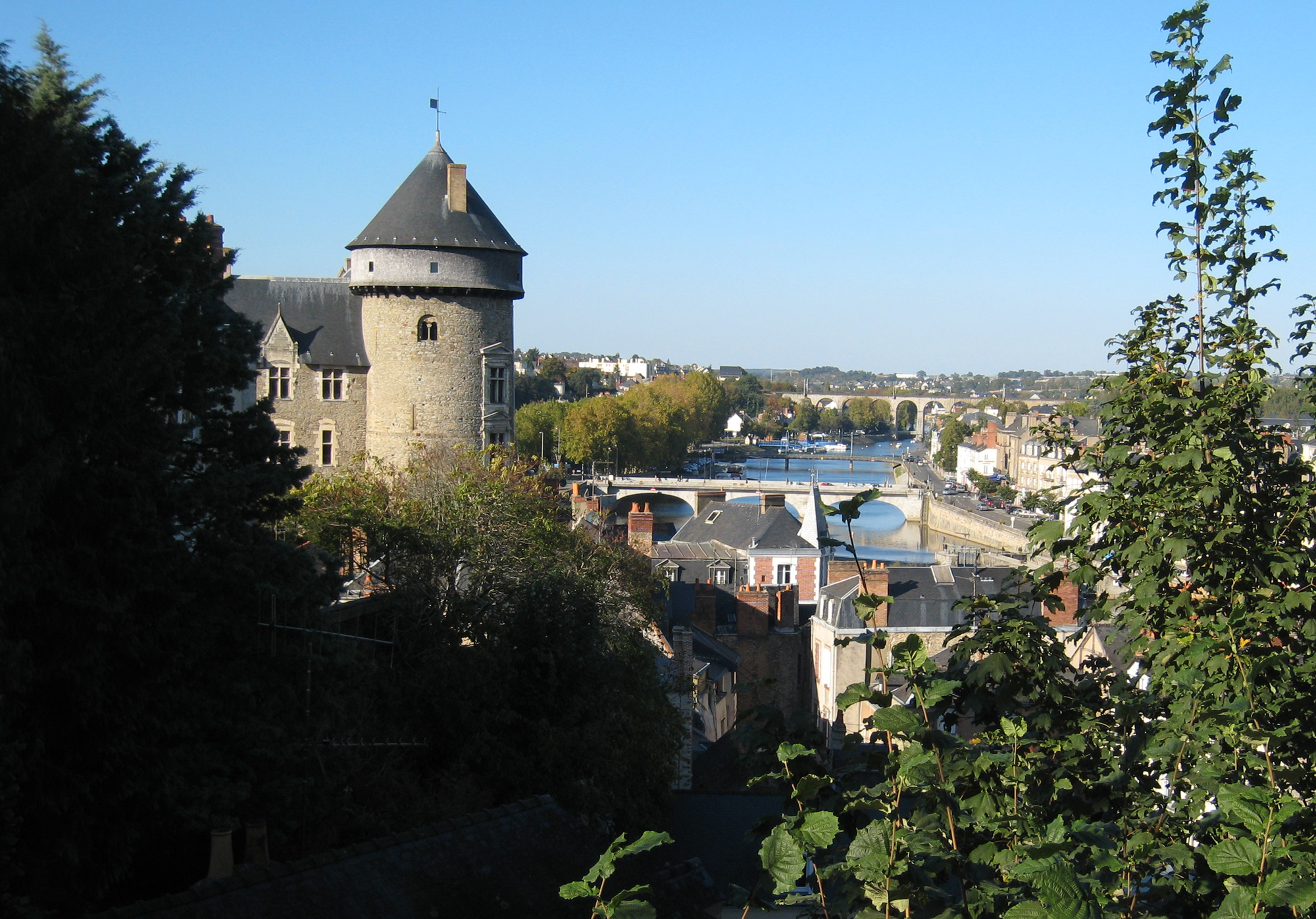
Laval
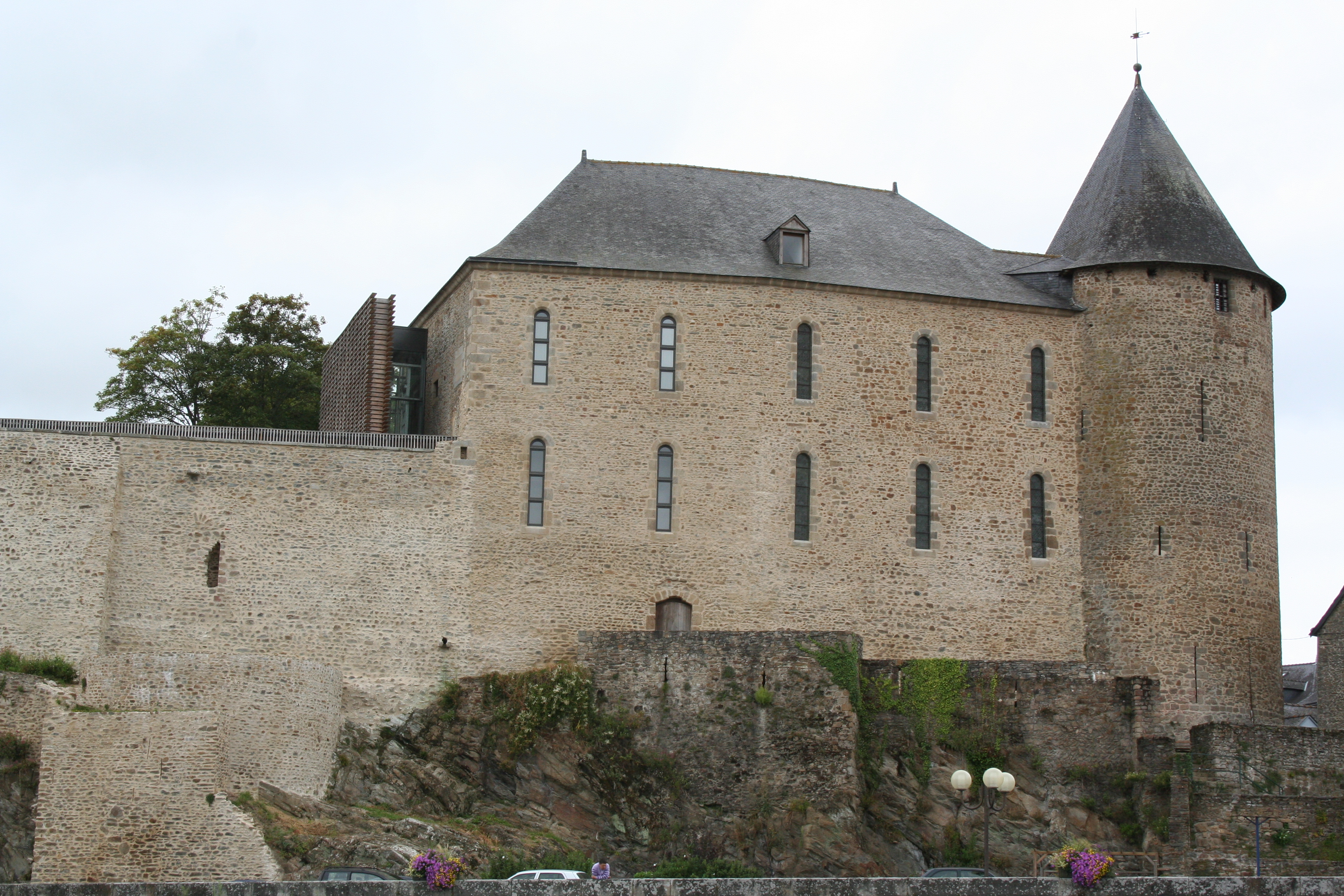
Mayenne